# 蔣薦
蔣薦（1551年—？），字君受，號槐竹，江西吉安守禦千戶所官籍廬陵縣人，明朝政治人物。

## 生平
萬曆七年（1579年）己卯科江西鄉試第十一名，萬曆十一年（1583年）癸未科會試第十四名，登三甲第二百七十名進士。吏部觀政，十四年授南京工部主事，二十年升郎中，本年升思南知府，以任郎中事考察不及去官。

## 家族
曾祖蔣持；祖父蔣鎜；父蔣源。母胡氏；繼母嚴氏。永感下。